# Intervención socioeducativa
La intervención socioeducativa consiste en la planificación e implementación de programas de impacto social, a través de actividades educativas a determinados grupos e individuos, es cuando el equipo de orientación escolar interviene en temas sociales que afectan el desempeño y desarrollo escolar, este aspecto se desarrolla en el aula y se considera como un procedimiento participativo de investigación-acción educativa para superar problemas académicos. Sin embargo, además de los métodos educativos, también puede participar en métodos culturales y sociales.
Se pueden establecer cuatro grandes áreas de intervención educativa: la animación cultural y de tiempo libre, la educación de adultos, la educación especializada y la animación y formación sociolaboral.

## Objeto de estudio
El objeto de investigación del proyecto de intervención socioeducativa es un grupo de individuos que engloba a la comunidad donde el educador social ejecuta su trabajo de investigación a través de la interacción con los miembros del grupo.
La intervención socioeducativa engloba aspectos relativos a la inadaptación social, incidiendo en los sectores sociales en desequilibrio, buscando solucionar problemas de convivencia, y adquiriendo la función de incrementar y fomentar la calidad de vida de todos los ciudadanos. 

## Fases[4]
La intervención educativa se puede dividir en cuatro fases: el diagnóstico, la planeación, la implementación y la evaluación.
El diagnóstico consiste en determinar cuáles son las necesidades o los problemas de intervención y los recursos con los que se cuentan para solucionarlos. 
La planeación consiste en diseñar las actividades que se implementarán para solucionar la problemática, es decir, consiste en diseñar los componentes del plan de acción. 
La implementación consiste en aplicar las actividades, donde también se pueden reformular y adaptar. La implementación es un proceso adaptativo y dialéctico. Dialéctico se refiere al diálogo entre opuestos. En esta fase hay que marcarse un objetivo y centrarse en él, este objetivo se puede ir replanteando, pero no puede ser cambiado. 
La evaluación consiste en hacer un seguimiento de la aplicación de las actividades, una evaluación de las actividades y analizar el grado en el que se cumplieron los objetivos. Cuando se termina la evaluación se puede hablar de una propuesta de intervención educativa.